# Липовец (Ужгородский район)
Липовец (укр. Липовець) — село в Турье-Реметовской сельской общине Ужгородского района Закарпатской области Украины.
Население по переписи 2001 года составляло 131 человек. Почтовый индекс — 89222. Занимает площадь 13,2 км².